# 등각 켤레점

등각 켤레점

등각 켤레점을 취하는 변환

기하학에서 등각 켤레점(等角-點, 영어: isogonal conjugate point)은 주어진 점과 주어진 삼각형의 각 꼭짓점을 잇는 직선을 삼각형의 각 내각 이등분선에 대하여 반사시켜 얻는 직선들의 교점이다.

## 정의
삼각형 {\displaystyle ABC}의 한 꼭짓점 {\displaystyle A} (또는 {\displaystyle B} 또는 {\displaystyle C})를 지나는 직선의 등각 켤레선(等角-線, 영어: isogonal (conjugate) line)은 그 직선을 내각 {\displaystyle \angle A} (또는 {\displaystyle \angle B} 또는 {\displaystyle \angle C})의 이등분선에 대하여 반사시켜 얻는 직선이다. 등각 켤레선의 등각 켤레선은 자기 자신이므로, 두 직선이 서로 등각 켤레선이라고 하기도 한다. 즉, 삼각형 {\displaystyle ABC}의 한 꼭짓점 {\displaystyle A}를 지나는 등각 켤레선은 다음 두 조건을 만족시키는 두 직선 {\displaystyle AP}와 {\displaystyle AQ}를 뜻한다.
- 둘 다 삼각형의 내부를 지나거나, 둘 다 삼각형의 내부를 지나지 않는다.
- {\displaystyle \angle PAB=\angle QAC} (즉, {\displaystyle \angle PAC=\angle QAB})

삼각형 {\displaystyle ABC} 및 같은 평면 위의 점 {\displaystyle P}가 주어졌다고 하자. 그렇다면 세 직선 {\displaystyle AP}, {\displaystyle BP}, {\displaystyle CP}의 등각 켤레선은 한 점 {\displaystyle P'}에서 만난다. 이 점을 삼각형 {\displaystyle ABC}에 대한 점 {\displaystyle P}의 등각 켤레점이라고 한다. 등각 켤레점의 등각 켤레점은 자기 자신이므로, 두 점 {\displaystyle P}와 {\displaystyle P'}이 서로 등각 켤레점이라고 하기도 한다.
증명:
AP, BP, CP와 BC, CA, AB의 교점을 D, E, F라 하고, AP, BP, CP를 각각 각 A, B, C에 대해 각대칭시킨 세 직선과 BC, CA, AB의 교점을 D', E' F'이라 하자. 삼각형 ABC와 점 P에 대해 각체바 정리를 쓰면,
{\displaystyle {\frac {sin\angle {BAD}}{sin\angle {CAD}}}*{\frac {sin\angle {CBE}}{sin\angle {ABE}}}*{\frac {sin\angle {ACF}}{sin\angle {BCF}}}=1}
AD, BE, CF와 AD', BE', CF'은 각대칭이므로 다음이 성립한다.
{\displaystyle {\frac {sin\angle {CAD'}}{sin\angle {BAD'}}}*{\frac {sin\angle {ABE'}}{sin\angle {CBE'}}}*{\frac {sin\angle {BCF'}}{sin\angle {ACF'}}}=1}
따라서 각체바 정리의 역에 의해 AD', BE', CF'은 한 점 Q에서 만난다.

## 성질
삼각형 {\displaystyle ABC}에 대한 등각 켤레점 {\displaystyle P}와 {\displaystyle P'}이 주어졌다고 하자. 점 {\displaystyle P}를 삼각형의 각 변 {\displaystyle BC}, {\displaystyle CA}, {\displaystyle AB}에 반사시켜 얻는 점을 {\displaystyle X}, {\displaystyle Y}, {\displaystyle Z}라고 하자. 그렇다면 삼각형 {\displaystyle XYZ}의 외심은 {\displaystyle P'}이다.
등각 켤레점의 수족 삼각형의 외접원은 일치하며, 그 중심은 두 등각 켤레점의 중점이다. 즉, 삼각형 {\displaystyle ABC} 및 등각 켤레점 {\displaystyle P}와 {\displaystyle P'}가 주어졌다고 하자. 점 {\displaystyle P}에서 세 변 {\displaystyle BC}, {\displaystyle CA}, {\displaystyle AB}에 내린 수선의 발을 각각 {\displaystyle D}, {\displaystyle E}, {\displaystyle F}라고 하고, 점 {\displaystyle P'}에서 세 변 {\displaystyle BC}, {\displaystyle CA}, {\displaystyle AB}에 내린 수선의 발을 각각 {\displaystyle D'}, {\displaystyle E'}, {\displaystyle F'}라고 하자. 그렇다면 두 수족 삼각형의 6개의 꼭짓점 {\displaystyle D}, {\displaystyle E}, {\displaystyle F}, {\displaystyle D'}, {\displaystyle E'}, {\displaystyle F'}은 {\displaystyle P}와 {\displaystyle P'}의 중점 {\displaystyle M}을 중심으로 하는 원 위의 점이다.:67, §7.4, (viii)
증명:
대칭성에 따라 {\displaystyle F'}, {\displaystyle F}, {\displaystyle E}, {\displaystyle E'}이 {\displaystyle M}을 중심으로 하는 원 위의 점임을 증명하는 것으로 충분하다. 직선 {\displaystyle AP}와 {\displaystyle E'F'}의 교점을 {\displaystyle Q}라고 하자. {\displaystyle A}, {\displaystyle E'}, {\displaystyle P'}, {\displaystyle F'}은 한 원 위의 점이므로
{\displaystyle \angle F'AQ=\angle E'AP'=\angle E'F'P'}
이다. 따라서 직선 {\displaystyle AQ}는 {\displaystyle E'F'}의 수선이며, 삼각형 {\displaystyle AFP}와 {\displaystyle AQF'}, 삼각형 {\displaystyle AEP}와 {\displaystyle AQE'}은 닮음이다. 따라서
{\displaystyle AF\cdot AF'=AP\cdot AQ=AE\cdot AE'}
이며, 방멱의 성질에 따라 {\displaystyle F'}, {\displaystyle F}, {\displaystyle E}, {\displaystyle E'}은 한 원 위의 점이다. {\displaystyle M}은 선분 {\displaystyle PP'}의 중점이며 직선 {\displaystyle PF}와 {\displaystyle P'F'}, 직선 {\displaystyle PE}와 {\displaystyle P'E'}은 평행하므로 {\displaystyle M}은 선분 {\displaystyle FF'}과 {\displaystyle EE'}의 수직 이등분선의 교점이다. 즉, {\displaystyle M}은 네 점 {\displaystyle F'}, {\displaystyle F}, {\displaystyle E}, {\displaystyle E'}을 지나는 원의 중심이다.

### 드로츠파르니 원
삼각형 {\displaystyle ABC} 및 등각 켤레점 {\displaystyle P}와 {\displaystyle P'}가 주어졌다고 하자. 점 {\displaystyle P}를 지나는 변 {\displaystyle BC}, {\displaystyle CA}, {\displaystyle AB}의 수선의 발을 {\displaystyle D}, {\displaystyle E}, {\displaystyle F}라고 하고, 점 {\displaystyle P'}을 지나는 변 {\displaystyle BC}, {\displaystyle CA}, {\displaystyle AB}의 수선의 발을 {\displaystyle D'}, {\displaystyle E'}, {\displaystyle F'}라고 하자. 점 {\displaystyle D}, {\displaystyle E}, {\displaystyle F}를 중심으로 하고 점 {\displaystyle P'}을 지나는 원이 변 {\displaystyle BC}, {\displaystyle CA}, {\displaystyle AB}와 각각 두 점 {\displaystyle U}와 {\displaystyle V}, {\displaystyle W}과 {\displaystyle X}, {\displaystyle Y}과 {\displaystyle Z}에서 만난다고 하자. 마찬가지로 점 {\displaystyle D'}, {\displaystyle E'}, {\displaystyle F'}를 중심으로 하고 점 {\displaystyle P}을 지나는 원이 변 {\displaystyle BC}, {\displaystyle CA}, {\displaystyle AB}와 각각 두 점 {\displaystyle U'}와 {\displaystyle V'}, {\displaystyle W'}과 {\displaystyle X'}, {\displaystyle Y'}과 {\displaystyle Z'}에서 만난다고 하자. 그렇다면 6개의 점 {\displaystyle U}, {\displaystyle V}, {\displaystyle W}, {\displaystyle X}, {\displaystyle Y}, {\displaystyle Z}는 점 {\displaystyle P}를 중심으로 하는 한 원 위의 점이며, 다른 6개의 점 {\displaystyle U'}, {\displaystyle V'}, {\displaystyle W'}, {\displaystyle X'}, {\displaystyle Y'}, {\displaystyle Z'}은 점 {\displaystyle P'}을 중심으로 하는 한 원 위의 점이다. 또한 이 두 원의 반지름은 같다. 이 두 원을 등각 켤레점 {\displaystyle P}와 {\displaystyle P'}의 드로츠파르니 원(영어: Droz-Farny circles)이라고 한다.:71, §7.4, (ix)
증명:
점 {\displaystyle P}와 {\displaystyle P'}의 중점을 {\displaystyle M}이라고 하자. 그렇다면 다음이 성립한다.
{\displaystyle {\begin{aligned}PU^{2}&=PD^{2}+DU^{2}\\&=PD^{2}+{DP'}^{2}\\&=(PM^{2}+DM^{2}-2PM\cdot DM\cdot \cos \angle PMD)+(P'M^{2}+DM^{2}-2\cdot P'M\cdot DM\cdot \cos \angle P'MD)\\&={\frac {1}{2}}{PP'}^{2}+2DM^{2}\end{aligned}}}
첫째 등호는 피타고라스 정리, 둘째 등호는 점 {\displaystyle U}의 정의, 셋째 등호는 코사인 법칙에 따른다. {\displaystyle DM}은 점 {\displaystyle P}와 {\displaystyle P'}의 수족 삼각형의 공통 외접원의 반지름이므로, 점 {\displaystyle P}와 {\displaystyle P'}에만 의존한다. 따라서 {\displaystyle PU}는 점 {\displaystyle P}와 {\displaystyle P'}에만 의존하며, {\displaystyle U}를 남은 5개의 점 가운데 하나로 대체하여도 결과는 같다.

## 예
다음과 같은 두 점의 쌍들은 등각 켤레점이다.
- 외심과 수심[1]:71, §7.4, (ix)
- 내심과 자기 자신
- 무게 중심과 대칭 중점[1]:57, §7.3

## 같이 보기
- 삼각형의 중심